# Bordères
För andra betydelser, se Borderes.
Bordères är en kommun i departementet Pyrénées-Atlantiques i regionen Nouvelle-Aquitaine i sydvästra Frankrike. Kommunen ligger i kantonen Nay-Est som tillhör arrondissementet Pau. År 2022 hade Bordères 676 invånare.

## Befolkningsutveckling
Antalet invånare i kommunen Bordères
| Referens: INSEE |